# Привалов, Валерий Иванович
Валерий Иванович Привалов (род. 28 апреля 1959 года) - советский хоккеист с мячом.

## Карьера
Воспитанник мончегорского хоккея с мячом. В сезоне 1975/76 дебютировал в «Североникеле».
Со следующего сезона играл в алма-атинском «Динамо».
После двух сезонов в 1981-1983 годах, проведённых в горьковском «Старте», вернулся в казахстанскую столицу.
В 1989-1991 годах играл в кемеровском «Кузбассе».
Позже играл в «Горняке» из Хромтау. Завершал карьеру в «Рёа» из Осло.
Всего в чемпионате СССР забил 246 мячей, в том числе 204 - в составе алма-атинской команды.
В 1978 году, после выигрыша Кубка европейских чемпионов Привалов В.И. был удостоен звания мастера спорта международного класса. Также Привалов является обладателем Кубка СССР в составе горьковского «Старта».
Трёхкратный серебряный (1978, 1979, 1981) призёр чемпионата СССР.
Привалов привлекался в сборную СССР, а также участвовал в чемпионате мира 1995 года в США в составе сборной Казахстана, где занял четвёртое место.
В настоящее время живёт в Алматы.